# Pomnik Króla Jagiełły w Nowym Jorku
Pomnik Króla Jagiełły w Nowym Jorku – pomnik konny króla Władysława Jagiełły wykonany w brązie przez rzeźbiarza Stanisława Kazimierza Ostrowskiego.

## Historia
Pierwszy pomysł ustawienia pomnika sięga roku 1910 i miał zostać wystawiony przez Polonię amerykańską na 500-lecie bitwy pod Grunwaldem. Plany te zostały zniweczone w wyniku wybuchu I wojny światowej. Podczas wojny uległ także zniszczeniu pierwszy gipsowy model zaprojektowany przez Ostrowskiego. Jak wynika z jednego źródła, pomnik w Polsce powstał, jednak po zajęciu Warszawy przez Niemców został przetopiony przez nich na kule.
Pomysł został ponownie podjęty w 1937 z zamiarem zrealizowania go specjalnie dla ozdoby polskiego pawilonu na Światową Wystawę w Nowym Jorku w 1939. Na skutek wybuchu II wojny światowej pomnik nie powrócił do Polski i w lipcu 1945 został podarowany miastu Nowy Jork przez Komitet Pomnika Króla Jagiełły (King Jagiello Monument Committee) i ustawiony w Central Parku przy współudziale m.in. ostatniego konsula II Rzeczypospolitej w Nowym Jorku, Kazimierza Krasickiego.

## Dane techniczne pomnika
Rzeźba ta została odlana z brązu na podstawie gipsowego modelu. Wznosi się na czterometrowym cokole licząc wraz z nim 7 metrów. Napis w języku angielskim na cokole pomnika głosi:

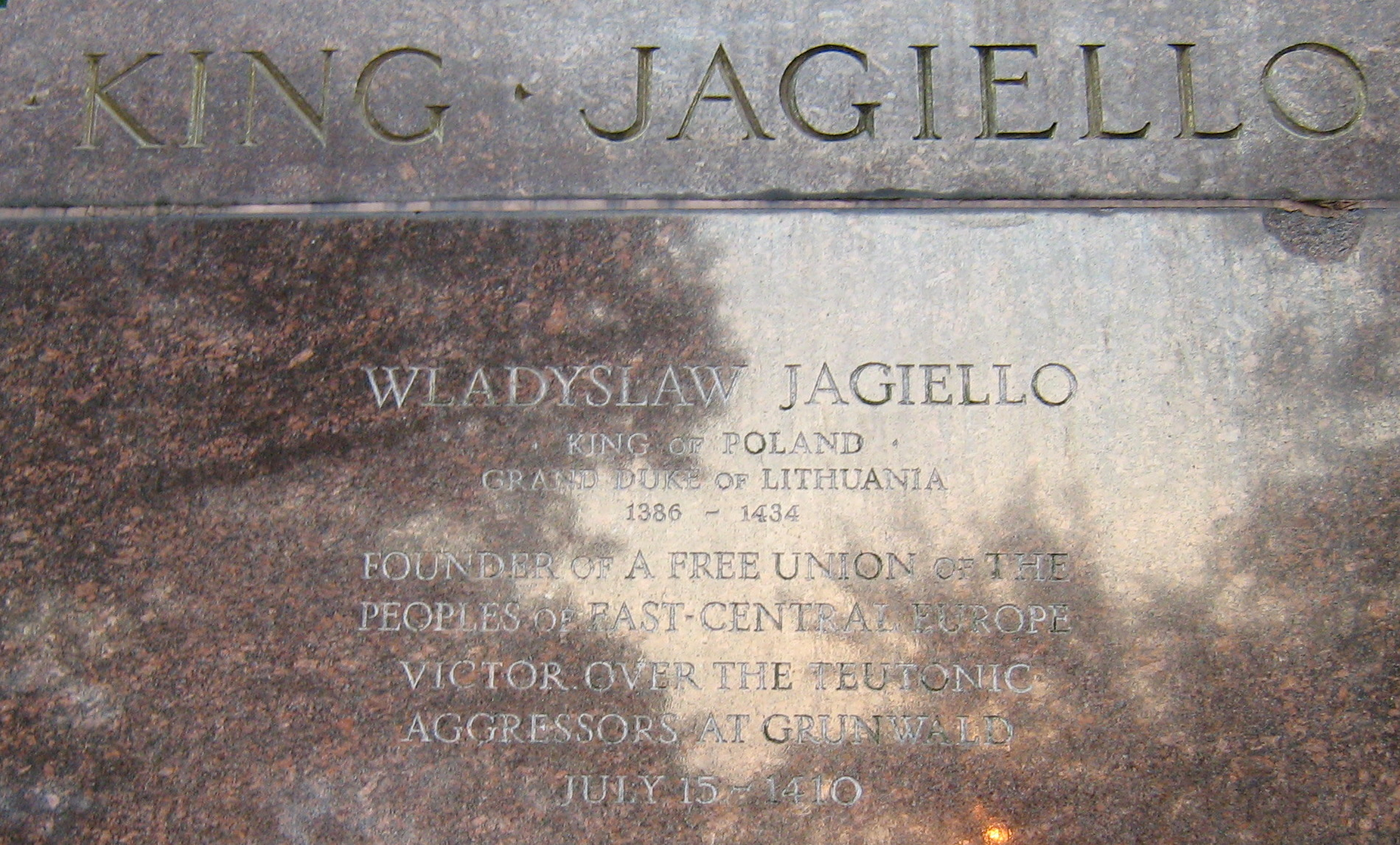
Inskrypcja

(polskie tłumaczenie napisu: „Król Jagiełło, Król Polski, Wielki Książę Litewski, założyciel wolnego związku ludów Europy środkowo-wschodniej, zwycięzca nad krzyżackimi najeźdźcami pod Grunwaldem, 15 lipca 1410”).
Po obu stronach cokołu znajduje się napis POLAND, a w dolnym prawym rogu widnieje nazwisko rzeźbiarza: Stanislaw K. Ostrowski SC.

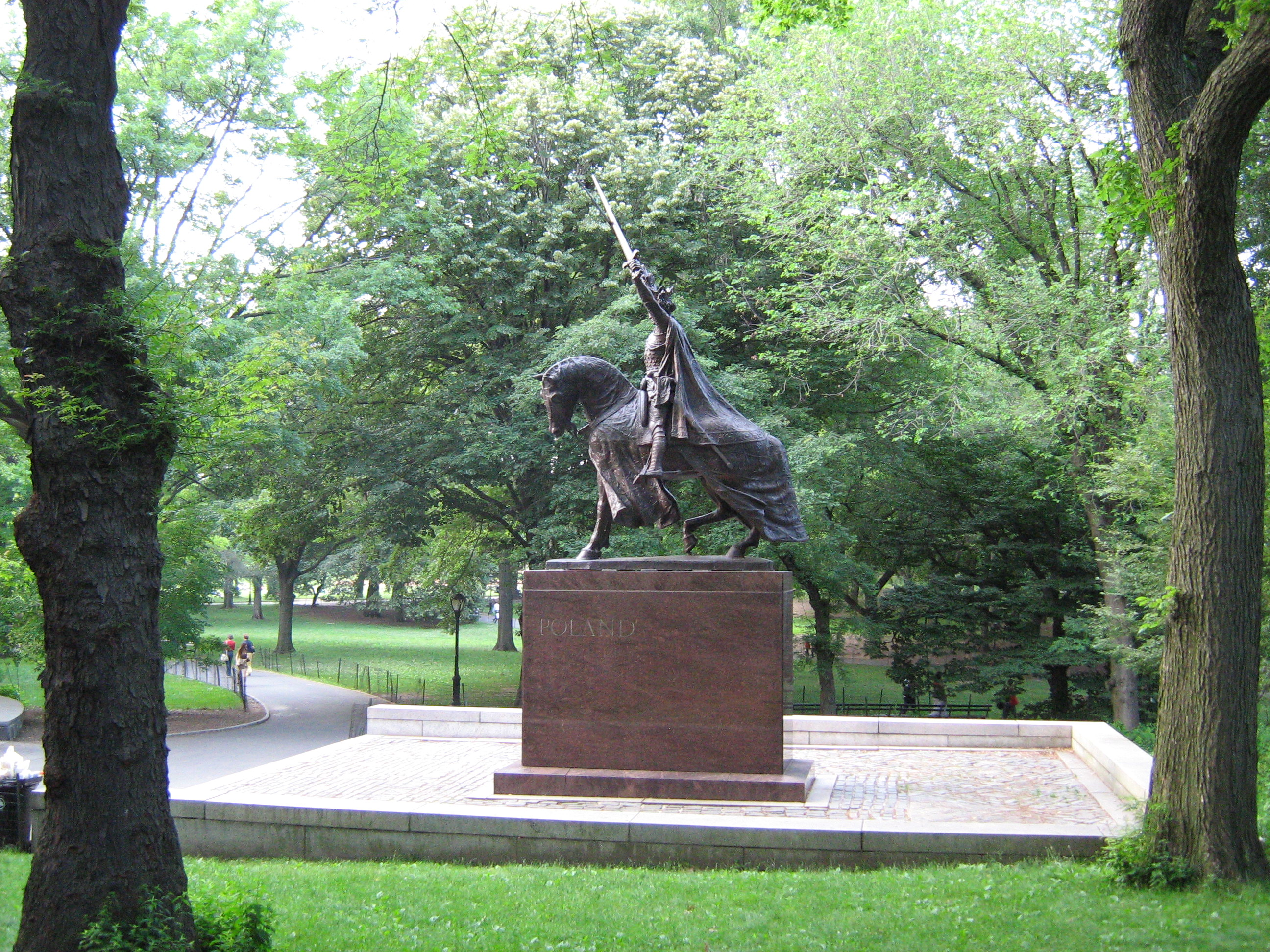
Pomnik usytuowany naprzeciw Stawu Żółwiowego

Pomnik Jagiełły jest usytuowany po wschodniej stronie Stawu Żółwiowego (Turtle Pond), naprzeciw wzgórza z zameczkiem Belwederskim (Belvedere Castle) i leżącym u jego podstaw letnim amfiteatrem szekspirowskim (Delacorte Theater). Na północ od stawu rozciąga się tzw. Wielka Łąka (Sheep Meadow), na północny wschód wznosi się oryginalna Iglica Kleopatry (Cleopatra's Needle), a za nią znajduje się Metropolitan Museum of Art. Pomnik Jagiełły na koniu z dwoma skrzyżowanymi mieczami jest najokazalszym i największym z dziesiątków pomników znajdujących się w Central Parku. W 1986 pomnik został odnowiony staraniem konserwatora opiekującego się nowojorskim Parkiem.

## Obchody 600-lecia bitwy grunwaldzkiej pod pomnikiem
Obchody 600-lecia bitwy grunwaldzkiej odbyły się w Central Parku w sobotę 17 lipca 2010 zorganizowane przez grupę Polonii amerykańskiej. Pod pomnikiem ustawiła się warta honorowa w strojach z XV wieku. Sprowadzono z Polski kopię obrazu Jana Matejki Bitwa pod Grunwaldem, którą na kilka godzin ustawiono obok Pomnika Grunwaldzkiego. W rocznicowej uroczystości w nowojorskim parku wzięli udział także Białorusini oraz Litwini mieszkający w Nowym Jorku.